# Prepiella
Prepiella is een geslacht van vlinders van de familie spinneruilen (Erebidae), uit de onderfamilie Arctiinae.

## Soorten
- P. aurea Butler, 1875
- P. convergens Schaus, 1905
- P. deicoluria Schaus, 1940
- P. hippona Druce, 1885
- P. miniola Hampson, 1900
- P. pexicera Schaus, 1899
- P. phoenicolopha Hampson, 1914
- P. procridia Hampson, 1905
- P. radicans Hampson, 1905
- P. sesapina Butler, 1877
- P. strigivenia Hampson, 1900